# Olivier Collarini
Conte Olivier Collarini (Parigi, 27 novembre 1863 – ...) è stato uno schermidore italiano, specializzato nel fioretto e nella spada.
Partecipò ai Giochi olimpici di Parigi nel 1900 nelle gare di spada e fioretto. Nel fioretto fu eliminato ai quarti mentre nella spada fu eliminato in batteria.